# Roland Günther
Roland Günther (Zwingenberg, 11 de dezembro de 1962) é um ex-ciclista alemão que ganhou a medalha de bronze na perseguição por equipes, juntamente com Rolf Gölz, Reinhard Alber e Michael Marx nos Jogos Olímpicos de 1984, em Los Angeles, representando a Alemanha Ocidental.